# Edmond Dubrunfaut

La terre en fleur in het metrostation Louiza

Edmond Dubrunfaut (Denain (Frankrijk), 21 april  1920 - Veurne (België), 13 juli 2007) was een Belgisch beeldend kunstenaar.
Toen hij twee jaar was verhuisde het gezin naar Calonne, een dorp in de buurt van Doornik, op zoek naar werk.  Twee jaar later stierf zijn moeder. Aangemoedigd door zijn tante ging hij op vijftienjarige leeftijd schilder- en bouwkunst studeren aan de kunstacademie van Doornik. Kort nadien schakelde hij daar over naar tekenkunst bij Jean Leroy en schilderkunst bij Léonce Pion. 
In 1937 bezocht hij de wereldtentoonstelling van Parijs, en komt onder de indruk van de werken van Le Corbusier, Pablo Picasso, Floris Jespers en Wynants. Hij beslist in de tapijtweefkunst en monumentale kunst verder te studeren.
Tijdens de Tweede Wereldoorlog studeert Dubrunfaut aan het Hoger Instituut voor Bouw- en Sierkunsten van Ter Kameren (Brussel), bij Charles Counaye. Hij was onder de indruk gekomen van diens werk in de abdij van Tongerlo. In die jaren groeit ook zijn sociale bewogenheid. Hij heeft een zeer realistische stijl die een groot publiek aanspreekt. Als idealist zag hij kunst als middel om een groot publiek te bereiken.
Dubrunfaut sticht samen met Roger Somville en Louis Deltour het Centre de la Rénovation de la Tapisserie de Tournai, en samen publiceren ze het manifest Forces Murales in 1947.
Van 1947 tot 1978 gaf hij les in monumentale kunst aan de Academie voor Schone Kunsten te Bergen. Een deel van zijn werk bevindt zich in het Institut d'Histoire ouvrière, économique et sociale te Seraing. Bekende publieke werken zijn La Terre en fleur in het metrostation Louiza te Brussel en fresco's in de tunnel van het station van Doornik, op de rotonde van Bruyelle op de steenweg naar Valenciennes en in het zwembad van Kain.